# F361 Iver Huitfeldt
F361 Iver Huitfeldt er den første af tre luftforsvarsfregatter af Iver Huitfeldt-klassen, bygget til Søværnet i begyndelsen af det 21. århundrede. Den 6. februar 2008 blev skibet køllagt på Odense Staalskibsværft (Lindø), og gik her under benævnelsen nybygning nr. 714. Efter leveringen til Forsvarets Materieltjeneste den 21. januar 2011 gik man her i gang med installationen af det militære udstyr, hvilket man ikke kunne installere på Lindø. Dette foregik på Flådestation Korsør, hvorefter det blev leveret til Søværnet den 6. februar 2012. Den 16. oktober 2012 afgik Iver Huitfeldt fra Flådestation Korsør mod Adenbugten hvor fregatten indgik i antipiratoperationen Ocean Shield den 29. september 2012. Fregatten deltog i operationen frem til april 2013. Herefter indgik fregatten i en længere stilleperiode med mindre opgaver som eksempelvis certificeringen af Forsvarets nye Sikorsky MH-60R Seahawk helikoptere. I april 2019 fuldførte fregatten et længere træningsforløb i England ved navn Danish Officer Sea Training (DOST). Dermed er fregatten klargjort til en udsendelse med amerikansk hangarskibsgruppe i 2020.

## Opgaveportefølje og træningscyklus
Iver Huitfeldt-klassens opgaveportefølje afgrænses næsten udelukkende af dybgangen og besætningens mandtal og uddannelse. Klassen er designet til at operere med en minimumsbesætning, hvortil opgaveløsningen primært støttes af en række automatiseringer. Skibet er en luftforsvarsfregat, men kan løse mange typer af myndighedsopgaver og operationer. Dette kan eksempelvis være Search and rescue (SAR), anti-piraterioperationer, eller konventionel krig. Faktisk afgrænses opgaveporteføljen ikke af konfliktspektret, men snarere af mandskabets træningsprioritering.
En gang hvert hvert femte år skal skibet på værft. Her skal skibet gennemarbejdes under vandlinjen og have de nyeste opdateringer til skibets sensorer og systemer. Typisk snarligt herefter vil skibet gennemgå træningsforløbet ved DOST, hvilket vil certificere og uddanne besætningen til den højeste standard indenfor en række maritime opgavetyper. De to støtteskibe af Absalon-klassen og de tre fregatter af Iver Huitfeldt klassen roterer dermed om at gennemføre FOST hvert år, hvilket giver cyklus på fem år. Dette betyder at minimum et af disse skibe kontinuerligt er fuldt operationelt, og klar til at deltage i internationale missioner. I de mellemliggende perioder ligger skibet som udgangspunkt på beredskab eller deltager i forskellige øvelser for at vedligeholde det operationelle niveau.

## Historie om Iver Huitfeldt
Skibet er navngivet efter den dansk-norske søhelt ved navn Iver Huitfeldt, der mistede livet sammen med 596 andre besætningsmedlemmer under slaget ved Køge Bugt den 4. oktober 1710. Iver Huitfeldt var om bord på Flagskibet, linjeskibet Dannebroge, der sprang i luften efter hårde kampe med den svenske flåde. Denne eksplosion redede dog resten af den danske flådestyrke fra at blive nedkæmpet, og denne heltedåd mindes derved ved navngivningen af fregatten i hans minde.

## Navngivning
Skibet var oprindelig benævnt "Ivar Huitfeldt", men i en rettelse udsendt fra Søværnets Operative Kommando ændrede man navnet til det nuværende "Iver Huitfeldt". Selve dåbshandlingen blev foretaget af H.K.H. Kronprins Frederik og fandt sted på Lindøværftet den 2. november 2010. Som det fremgår af nedenstående skema er skibet det fjerde skib i Søværnets tjeneste, som er opkaldt efter Iver Huitfeldt:
| Pennant      | Navn           | Type                             | Årrække   |
| ------------ | -------------- | -------------------------------- | --------- |
| -            | Iver Hvitfeldt | Panserskib                       | 1887-1909 |
| T1/D320/P520 | Huitfeldt      | Torpedobåd/kystjager/patruljebåd | 1947-1966 |
| P543         | Huitfeldt      | Torpedobåd                       | 1978-2000 |
| F361         | Iver Huitfeldt | Fregat                           | 2010-     |

## Galleri
- Iver Huitfeldt set agtenfra med bagbord RHIB hængende på styrbord side.
- I 2011 havde Iver Huitfeldt endnu ikke fået installeret mange af sine militære systemer.
- Replenishment At Sea (RAS) Iver Huitfeldt skal til at have brændstof imens skibet er under gang. Iver Huitfeldt og de andre fregatter deltager årligt i mange øvelser med andre nationer, herunder især NATO nationer, for at vedligeholde sine kompetencer.
- Klassens 32 Celler Multi-missil launcher
- APAR faserne på søsterskibet Peter Willemoes
- De to 76mm Otto melara
- Forsvarets nye Sikorsky MH60 Seahawk, som typisk er med under øvelser eller operationer.
- Lindø værftets mærkat, der sidder på skibssiden.
- Iver Huitfeldts våbenskjold